# Панафриканская складчатость
Панафриканская складчатость (англ. Pan-African orogeny) результат серий главных событий тектогенеза, относится к формированию суперконтинентов Гондвана и Паннотия в Неопротерозое около 600 млн лет назад. Данная складчатость также известна как Пангондванская или Салданская складчатость. Панафриканская и гренвильская складчатости являются самыми большими известными системами складчатых поясов на Земле. Благодаря панафриканскому и гренвильскому тектогенезам. Во время Неопротерозойской эры было образовано наибольшее количество континентальной коры за всю историю Земли.

## История и терминология
Термин Панафриканская складчатость был придуман Кеннеди в 1964 году для тектонического события, произошедшего около 500 млн лет назад когда формировалась серия подвижных поясов в Африке между наиболее древними африканскими кратонами. Кроме того, были использованы другие названия для похожих складчатых поясов, формировавшихся в это же время на других континентах, к примеру, бразильская складчатость в Южной Америке, Adelaidean в Австралии, и бирдморская складчатость в Антарктике.
Позже, когда тектоника плит была принята за основную теорию, термин Панафриканская складчатость был применен ко всему суперконтиненту Гондвана, потому что в формировании Гондваны участвовало несколько континентов, и происходило в период от неопротерозоя до раннего палеозоя, термин панафриканская складчатость не может относиться к единичному складчатому поясу, а скорее к эпохе тектогенеза, которая включает в себя открытие и закрытие нескольких крупных океанов и столкновения нескольких континентальных блоков. Более того, Панафриканский тектогенез происходил в одно время с кадомским тектогенезом в Европе и байкальским тектогенезом в Азии, и кора этих зон была, вероятно, частью Паннотии (иначе говоря, Гондваной, когда она впервые формировалась) в течение докембрия.
Попытка соотнести африканские Панафриканские складчатые пояса с южноамериканскими бразильскими складчатыми поясами с другой стороны Атлантического океана во многих случаях проблематично.

## Панафриканские складчатые пояса

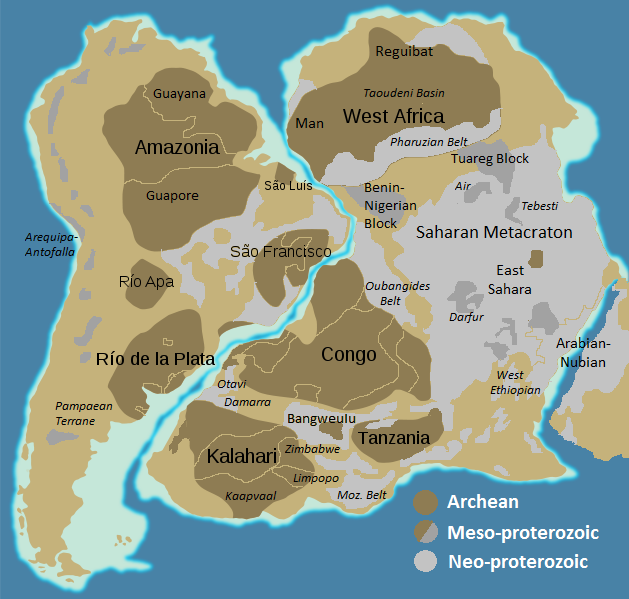
Изображены Западная Гондвана с крупными платформами (отмечены коричневым цветом) и панафриканские складчатые пояса (отмечены серым цветом)

Панафриканская складчатость включает в себя следующие складчатые пояса:
- Аравийско-Нубийский щит[англ.] простирается от Эфиопии до южного Леванта, ассоциируется с открытием Красного моря.[8]
- Мозамбикский складчатый пояс[англ.] простирается от Восточной Антарктиды сквозь Восточную Африку до Аравийско-Нубийского щита[англ.], формировался как сутура между плитами в течение панафриканской складчатости.[9] Мозамбикский океан начал закрываться между Мадагаскар-Индийским и Конголезско-Танзанийская платформа[англ.] платформами между 700 и 580 млн лет назад и полностью закрылся 600-500 млн лет назад.[10]
- Замбийский складчатый пояс[англ.] ответвляется от Мозамбикского пояса в Северной Зимбабве и простирается до Замбии.[11]
- Дамарский складчатый пояс[англ.] расположен в Намибии между Конголезской и Калахарийской платформами и продолжается на юг к Gariep и Салданскому поясам и на север к Kaoko поясу. Это результат закрытия Адамасторского и Дамарского океанов, и включает 2 горизонта, ассоциированных с сильным экваториальным оледенением, объясняемым гипотезой Земля-снежок.[12]
- Луфилианская дуга[англ.] наиболее вероятно является продолжением Дамарского пояса в Намибии, с которой соединяется в Северной Ботсване. Данный пояс простирается от севера Замбии до юга ДР Конго.[11]
- Гарьеп и Салданский складчатые пояса проходит по западному и южному краю Калахарийской платформы. Также это результат закрытия Адамасторского океана, морские отложения, морские хребты, и офиолиты были подвержены аккреции к границам Калахарийской платформы около 540 млн лет назад. Они включают в себя граниты, расположенные в Си Поинт[англ.] на окраине Кейптауна, который посетил Чарльз Дарвин в 1836.[13]
- Складчатый пояс Каоко ответвляется на северо-запад от Дамарского пояса к Анголе. Также создан закрытием Адамасторского океана, этот пояс включает зону сдвига, известную как Puros линеамент, датированный 733-550 млн лет назад, в Южной Анголе. Он содержит сильно деформированные породы фундамента[англ.] возрастом 2030-1450 млн лет назад, предположительно производные от Конголезской платформы, смешанные с позднеархейскими гнейсами неизвестного происхождения. Никаких островных дуг или офиолитов на Kaoko поясе не найдено.[14]
- Западно-Конголезский складчатый пояс - это продукт рифта возрастом 999-912 млн лет назад вдоль западной границы Конголезской платформы, который последовал за формированием прибрежного бассейна в поясе, осаждённого 900-570 млн лет назад. В западном поясе аллохтонные палео- и мезопротерозойские породы фундамента перекрыты прибрежными отложениями. Он включает ледниковые отложения похожие на те, которые находятся на Луфилианской дуге, и сопряженые с поясом Арасуаи в Бразилии.[14]
- Транссахарский складчатый пояс, длина которого составляет 3000 км, проходит по северу и востоку Западно-Африканской платформы возрастом 2 млрд назад и разграничивает Туарегский[англ.] и Нигерийский щиты. Он состоит из сильно деформированного донеопротеройзойского фундамента и неопротерозойской океанической коры, содержащей офиолиты, аккреционные призмы, метаморфические породы, образованные на островных дугах и переработанные под воздействием высокого давления, датированные 900-520 млн лет назад.[15]
- Центрально-Африканские складчатые пояса между Конголезским и Нигерийским щитами состоят из неопротеройзойских пород и деформированных гранитоидов с вклинениями палеопротерозойского фундамента. Южная часть поясов - это продукт континентального столкновения в течение которого, он надвинулся на Конголезскую платформу. Центральные и северные части - это зоны надвига и сдвига, которые коррелируются с похожими структурами в Бразилии. Пояса в Центральной Африке продолжаются на восток как Oubanguide пояс, с которым они формируют Центрально-Африканскую зону сдвига.[16]
- Сахарский метакратон[англ.], расположенный между нагорьем Ахаггар и рекой Нил, состоит из архейско-палеопротерозойского фундамента, перекрытого панафриканскими гранитоидами.[15]
- Рокелидовый складчатый пояс проходит вдоль западной границы архейского Манского щита[англ.] на юге Западно-Африканской платформы. Он был интенсивно деформирован в течение панафриканской складчатости с пиком достигнутом около 560 млн лет назад и может быть аккреционным поясом.[17]